# Jewgienij Skworcow
| Odkryte planetoidy: 3 | Odkryte planetoidy: 3 |
| --------------------- | --------------------- |
| (1149) Volga          | 1 sierpnia 1929       |
| (1167) Dubiago        | 3 sierpnia 1930       |
| (1381) Danubia        | 20 sierpnia 1930      |

Jewgienij Fiodorowicz Skworcow (ros. Евгений Фёдорович Скворцов, ang. Evgeny Fedorovich Skvortsov, ur. 3 czerwca?/15 czerwca 1882 w Sankt Petersburgu, zm. 11 lutego 1952 w Symferopolu) – rosyjski astronom i meteorolog, odkrył trzy planetoidy.

## Życiorys
W 1906 został absolwentem Uniwersytetu Petersburskiego. W latach 1911–1928 był dyrektorem obserwatorium morskiego w Sewastopolu. W 1926 został profesorem. Kierował Katedrą Matematyki, a także pełnił funkcję dziekana Wydziału Fizyczno-Matematycznego w Krymskim Państwowym Instytucie Pedagogicznym w Symferopolu.
Od jego nazwiska pochodzi nazwa planetoidy (1854) Skvortsov.